# سعد الشاذلي
سعد الدين الشاذلي واسمه الحقيقي سعد الحسيني الشاذلي (1 أبريل 1922 - 10 فبراير 2011)، قائد عسكري مصري برتبة فريق، شغل منصب رئيس أركان حرب القوات المسلحة المصرية في الفترة ما بين 16 مايو 1971 وحتى 13 ديسمبر 1973 ومؤسس وقائد أول فرقة سلاح مظلات في مصر وأمين عام مساعد جامعة الدول العربية للشؤون العسكرية وسفير سابق لدى إنجلترا والبرتغال ومحلل عسكري.
كان على رأس المخططين لخطة عبور القناة والهجوم المصري الناجح على خط الدفاع الإسرائيلي «بارليف» في حرب أكتوبر عام 1973 بصفته رئيس أركان حرب القوات المسلحة، وأثناء المعارك حدث خلاف بينه وبين الرئيس محمد أنور السادات قام على إثره بالاستقالة من رئاسة الأركان. عين بعد الحرب سفيراً لمصر في بريطانيا ثم البرتغال. أعلن عن معارضته الشديد لمباحثات كامب ديفيد واستقال من منصبه وسافر للجزائر طالباً حق اللجوء السياسي، ثم عاد إلى مصر في 14 مارس 1992 بعد أن صدر ضده حكماً عسكرياً دخل على إثره السجن الحربي ولكنه نال عفو شامل لاحقا، عاش بعده بعيداً عن الأضواء حتى وفاته في 10 فبراير 2011.

## النشأة

سعد الشاذلي في شبابه

ولد بقرية شبراتنا مركز بسيون في محافظة الغربية في دلتا النيل في 1 أبريل 1922 في أسرة فوق المتوسطة أبوه هو الحاج الحسيني الشاذلي، وأمه السيدة تفيدة الجوهري وهي الزوجة الثانية لأبيه، وسمىّ «سعد» على اسم الزعيم سعد زغلول بينما اشتهر في مرحلة لاحقة خطأً باسم «سعد الدين»، كان الطفل الصغير يستمع إلى حكايات متوارثة حول بطولات جده لأبيه الشاذلي، الذي كان ضابطاً بالجيش، وشارك في الثورة العرابية وحارب في معركة التل الكبير.
ابن عم والده هو عبد السلام باشا الشاذلي الذي تولى مديرية البحيرة ثم تولى بعد ذلك وزارة الأوقاف.
تلقى الشاذلي العلوم في المدرسة الابتدائية في مدرسة بسيون التي تبعد عن قريته حوإلى 6 كيلو مترات، وبعد إكماله الابتدائية، انتقل والده للعيش في القاهرة وكان عمره وقتها 11 سنة، وأتم المرحلة الإعدادية والثانوية في مدارس القاهرة.

## حياته المهنية

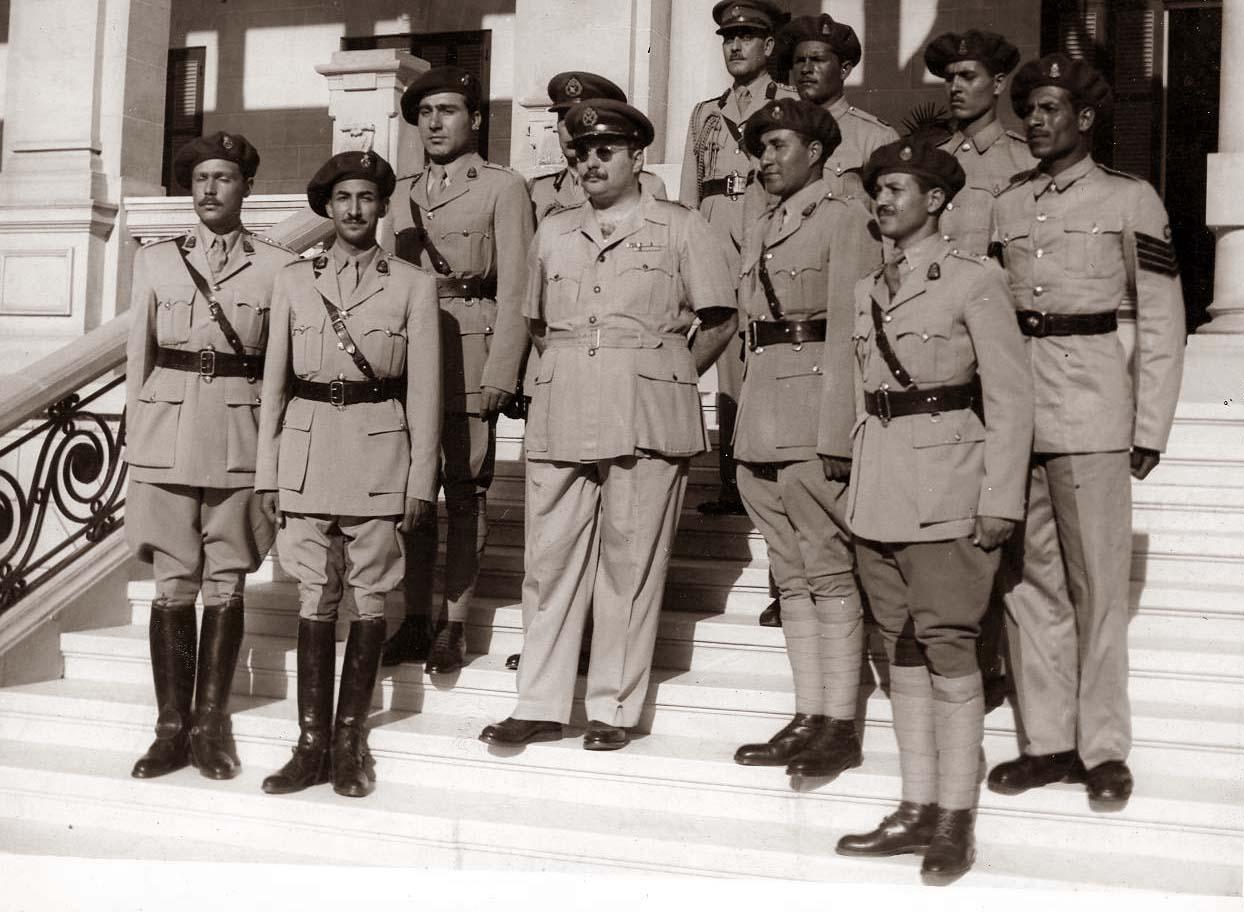
صورة نادرة للملازم الشاذلي مع الملك فاروق أثناء التحضير للذهاب إلى حرب فلسطين 1948 ضمن سرية من الحرس الملكي (يتوسط المجموعة يمين الصورة)

التحق بكليه الزراعة ودرس بها عام واحد فقط
- التحق بالكلية الحربية في فبراير 1939 وكان أصغر طالب في دفعته
- تخرج من الكلية الحربية في يوليو 1940 برتبة ملازم في سلاح المشاة في نفس دفعة خالد محيي الدين
- في عام 1943 تم انتدابه للخدمة في الحرس الملكي وكان حينئذ برتبة ملازم
- شارك في حرب فلسطين 1948
- شارك في الحرب العالمية الثانية
- مؤسس وقائد أول فرقة سلاح مظلات في مصر (1954 - 1959)
- قائد الكتيبة 75 مظلات خلال العدوان الثلاثي عام 1956
- قائد أول قوات عربية (قائد كتيبة مصرية) في الكونغو كجزء من قوات الأمم المتحدة (1960 - 1961)
- ملحق حربي في لندن (1963-1961)
- قائد اللواء الأول مشاة (شارك في حرب اليمن) (1965 - 1966)
- قائد القوات الخاصة (المظلات والصاعقة) (1967 - 1969)
- قائد منطقة البحر الأحمر العسكرية (1970 - 1971)
- رئيس أركان حرب القوات المسلحة المصرية (1971 - 1973)
- أمين عام مساعد جامعة الدول العربية للشؤون العسكرية (1971 - 1973)
- سفير مصر في بريطانيا (1974-1975)
- سفير مصر في البرتغال (1975-1978)

## الحالة الإجتماعية
تزوج الشاذلي في 13 ديسمبر 1943 من زينات محمد متولي السحيمي ابنة محمد متولي باشا السحيمي مدير الكلية الحربية في ثلاثينات القرن الماضي وأنجب 3 بنات هنّ: شهدان وناهد وسامية.

## العمل العسكري

### الضباط الأحرار
بدأت علاقته بجمال عبد الناصر حين كان يسكن في نفس العمارة التي يسكنها جمال عبد الناصر بالعباسية قبل ثورة 23 يوليو. وكانت بينهم علاقات أسرية، وبالإضافة كونهم ضباط مدرسين في مدرسة الشؤون الإدارية وكانا يلتقيان بشكل يومي، وقد فاتحه جمال عبد الناصر عن الضباط الأحرار في 1951، ورحب الشاذلي بالفكرة وانضم إليهم ولكنه لم يشارك في ليلة 23 يوليو 1952 بشكل مباشر كونه كان في دورة في كلية أركان الحرب.

### سلاح المظلات

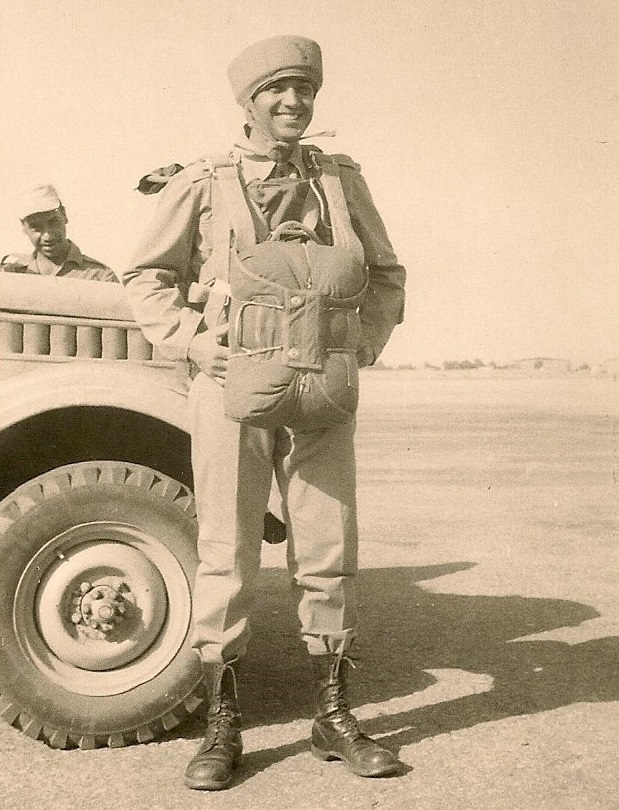
الفريق الشاذلي مؤسس سلاح المظلات في مصر

- سافر وهو برتبة رائد إلى الولايات المتحدة الأمريكية في بعثة تدريبية متقدمة عام 1953 في المظلات وهو من أول من حصل على فرقة رينجرز وهي مدرسة المشاة الأميركية. وكان قائداً للكتيبة 75 مظلات أثناء العدوان الثلاثي عام 1956. وتولى قيادة سلاح المظلات خلال الفترة من 1954 - 1959.

أثناء احتفالات بعيد الثورة والذي كان سيقام في 23 يوليو 1954، اقترح الشاذلي على اللواء نجيب غنيم قائد منطقة القاهرة بإظهار سلاح المظلات بصورة مختلفة عن باقي وحدات القوات المسلحة التي كانت تمشي بالخطوة العادية أمام المنصة كما هو معروف، فاقترح بأن تقوم كتيبة سلاح المظلات باستعراض المشي بالخطوة السريعة أمام المنصة، وكان بذلك أول من أقترح المشي بالخطوة السريعة في العروض العسكرية الخاصة لقوات المظلات، والتي أصبحت مرتبطة بقوات الصاعقة والمظلات وما ميزها عن سائر القوات ونقلتها الدول العربية فيما بعد.

### الكونغو

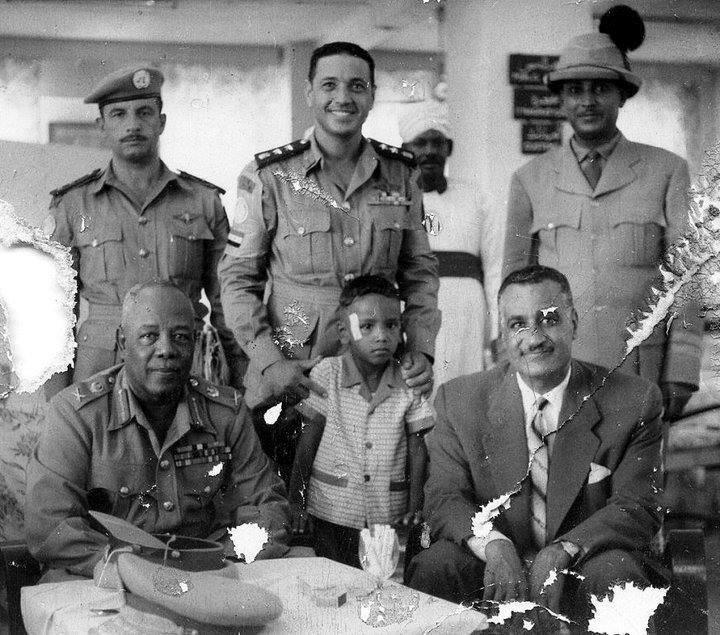
العقيد الشاذلي مع الرئيس جمال عبد الناصر خلال زيارته للسودان في 23 نوفمبر 1960 وفي الصورة الرئيس السوداني إبراهيم عبود

في عام 1960 (أيام الوحدة مع سوريا) أرسل جمال عبد الناصر بقيادة العقيد الشاذلي كتيبة مظلات كجزء من قوات الأمم المتحدة إلى الكونغو، بطلب من رئيس الوزراء لومومبا وبالتنسيق مع داغ همرشولد أمين عام الأمم المتحدة، لحفظ الأمن والقانون وبهدف منع بلجيكا من العودة إلى احتلال بلاده التي استقلت في 30 يونيو 1960.
كانت الكتيبة العربية مكونة من 5 سرايا (4 سرايا من مصر وسرية من سوريا) والتي أصبح اسمها الكتيبة العربية في الكونغو وتمركزت الكتيبة في أقصى الشمال على بعد أكثر من 1200 كيلو من العاصمة. وكانت أول قوة عربية ترسل للقيام بمهام خارجية تحت قيادة الأمم المتحدة.
تطورت الأحداث وقاد رئيس هيئة الأركان الجنرال موبوتو سيسيسيكو انقلاباً عسكرياً سيطر به على البلاد، وتمكن لومومبا من الهرب إلا أنه اعتقل وقتل في يناير 1961.
حينئذ أرسل جمال عبد الناصر لجنة عسكرية برئاسة العميد أحمد إسماعيل علي إلى الكونغو لدراسة ما يمكن لمصر أن تقدمه للنهوض بالجيش الكونغولي، ولكن الوضع قد تغير فالحكومة الجديدة كانت تناصب العداء لجمال عبد الناصر وتطالب بإعادة القوات العربية. في تلك الفترة وقع الخلاف بين العقيد الشاذلي والعميد أحمد إسماعيل علي.
بعد مقتل لومومبا أحس الشاذلي بالخطر وقرر بشكل منفرد تسريب جنوده من مواقعهم، كما أمن تهريب أبناء لومومبا إلى مصر قبل انسحاب الكتيبة المصرية.

### حرب 1967

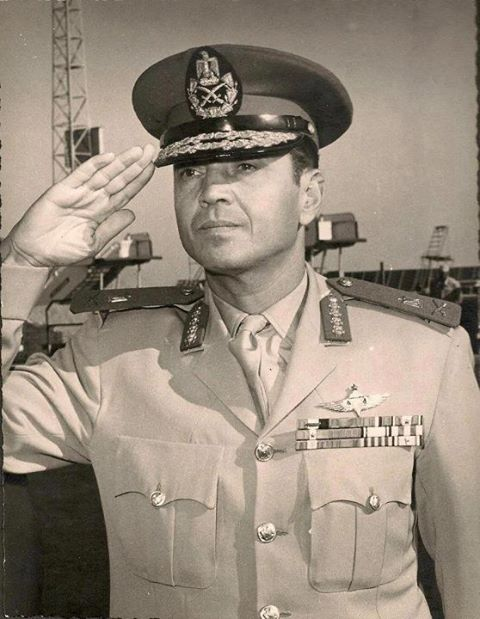
الفريق سعد الشاذلي يؤدي التحية العسكرية

أظهر الفريق الشاذلي تميزًا نادرًا وقدرة كبيرة على القيادة والسيطرة والمناورة بقواته خلال نكسة 1967، عندما كان برتبة لواء ويقود مجموعة مقتطعة من وحدات وتشكيلات مختلفة (كتيبة مشاة وكتيبة دبابات وكتيبتان من الصاعقة) مجموع أفرادها حوإلى 1500 ضابط وفرد والمعروفة بمجموعة الشاذلي في مهمة لحراسة وسط سيناء (بين المحور الأوسط والمحور الجنوبي).
بعد ضرب سلاح الجو المصري وتدميره على الأرض في صباح 5 يونيو، واجتياح القوات الإسرائيلية لسيناء، اتخذت القيادة العامة المصرية قرارها بالانسحاب غير المنظم والذي أدى إلى إرباك القوات المصرية وانسحابها بشكل عشوائي بدون دعم جوي، ما نتج عنه خسائر كبيرة في الأرواح والمعدات وانقطعت الاتصالات بين القوات المتواجدة في سيناء وبين القيادة العامة في القاهرة ما أدى إلى حدوث حالة من الفوضى بين القوات المنسحبة، والتي تم قصفها بواسطة الطيران الإسرائيلي.
في تلك الأثناء، انقطع الإتصال بين الشاذلي وقيادة الجيش في سيناء، وكان عليه أن يفكر في طريقة للتصرف وخصوصاً بعد أن شاهد الطيران الإسرائيلي يسيطر تمامًا على سماء سيناء، فاتخذ الشاذلي قرارا جريئا حيث عبر بقواته شرقًا وتخطى الحدود الدولية قبل غروب يوم 5 يونيو واتجه شرقاً فيما كانت القوات المصرية تتجه غرباً للضفة الغربية للقناة، وتمركز بقواته داخل الأراضي الفلسطينية المحتلة بحوالى خمسة كيلومترات شرقا داخل صحراء النقب؛ من خلال شريط ضيق بعيد عن مسار الطيران الإسرائيلي، وبقي الشاذلي في النقب لمدة يومين 6 و7 يونيو، واتخذ موقعاً بين جبلين لحماية قواته من الطيران الإسرائيلي، إلى أن تمكن من تحقيق اتصال بالقيادة العامة بالقاهرة التي أصدرت إليه الأوامر بالانسحاب فورًا.
استجاب الشاذلي لتلك الأوامر وقام بعملية مناورة عسكرية، حيث قام بعملية الانسحاب ليلا وقبل غروب يوم 8 يونيو في ظروف غاية في الصعوبة، ورغم هذه الظروف لم ينفرط عقد قواته، كما حدث مع وحدات أخرى، لكنه ظل مسيطرًا عليها بكفاءة.
استطاع الشاذلي أن يقطع أراضي سيناء كاملة من الشرق إلى الشط الغربي لقناة السويس (حوالى 200 كم) في عملية انسحاب عالية الدقة، باعتبار أن الشاذلي كان يسير في أرض يسيطر العدو تماماُ عليها، ومن دون أي دعم جوي، وبالحدود الدنيا من المؤن، إلى أن وصل الضفة الغربية للقناة، وقد نجح في العودة بقواته ومعداته سالما، وتفادى النيران الإسرائيلية، وتكبد خسائر بنسبة 10% إلى 20%. وكان بذلك آخر قائد مصري ينسحب بقواته من سيناء قبل أن تتم عملية نسف الجسور المقامة بين ضفتي القناة.
بعد عودة الشاذلي إلى غرب القناة، اكتسب سمعة كبيرة في صفوف الجيش المصري، فتم تعيينه قائدًا للقوات الخاصة التي تتكون من سلاحي والصاعقة والمظلات في الفترة (1967 - 1969)، وقد كانت أول وآخر مرة يتم فيها الجمع بين تلك القوات.

### قائد منطقة البحر الأحمر

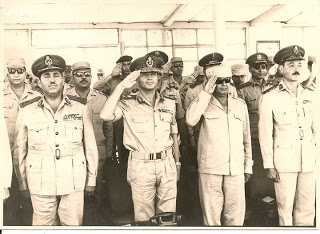
الشاذلي خلال زيارة إلى مدرسة طلاب صف المعلمين

أثناء حرب الإستنزاف، كانت إسرائيل تقوم بغارات خاطفة على منطقة البحر الأحمر وتتم عمليات اختطاف يومية للمدنيين وتدمير المنشآت على سواحل البحر الأحمر والتي وصلت ذورتها في حادثة الزعفرانة في 9 سبتمبر 1969.
رأى جمال عبد الناصر أن اللواء الشاذلي أنسب شخص يستطيع وقف اختراقات إسرائيل لمنطقة البحر الأحمر وتأمين المنطقة وقام بتعيينه قائداً لمنطقة البحر الأحمر العسكرية في 1970، وتمكن الشاذلي من وقف عمليات الاختطاف اليومية التي كانت تتم ضد مدنيين وموظفين الذين كانوا يؤخذون كأسرى من جانب القوات الإسرائيلية في تلك الفترة، واستطاع وقف الهجمات الإسرائيلية.

### حادثة شدوان
في 22 يناير 1970، قامت إسرائيل بالهجوم على جزيرة شدوان الواقعة في البحر الأحمر بالقرب من مدخل خليج السويس وتبعد عن الغردقة (35) كيلو متر وعن السويس 325 كيلو متر، وعليها فنار لإرشاد السفن ورادار بحري، وتؤمنها سرية من الصاعقة. وأهميتها العسكرية بحتة لأنها جزيرة صخرية غير مسكونة ومساحتها لا تتجاوز 60 كيلو متر.
قامت القوات الإسرائيلية بقصف الجزيرة جويا وأعقبته بإبرار جنود من الهليكوبتر وزوارق الإنزال في محاولة لاحتلالها، وقد صمدت فيها سرية الصاعقة، وكان الإسرائيليون قد أعلنوا مساء ليلة القتال الأولى أن قواتهم «لا تجد مقاومة على الجزيرة» إلا أنهم عادوا واعترفوا في الثالثة من بعد ظهر اليوم التالي أن القتال لا يزال مستمرا على الجزيرة.
أمر اللواء الشاذلي بمهاجمة الجزيرة بمساعدة عدد من الصيادين من أبناء المحافظة، ما أثمر في نقل الجنود والمعدات وسط الظلام إلى جزيرة شدوان للقيام بالهجوم على القوات الإسرائيلية واستمرت المعارك في شدوان 36 ساعة متواصلة، فشلت القوات الإسرائيلية بعدها في احتلال الجزيرة وتم تحريرها في معركة شدوان.

### رئيس أركان حرب القوات المسلحة
في 16 مايو 1971، وبعد إطاحة الرئيس أنور السادات بأقطاب النظام الناصري، فيما سماه بثورة التصحيح عين الشاذلي رئيسا لأركان حرب القوات المسلحة، باعتبار أنه لم يكن محسوبًا على أي من المتصارعين على الساحة السياسية المصرية آنذاك. ولكفاءته وقدرته العسكرية ولخلفيته الغنية التي اكتسبها من دراسته بين الولايات المتحدة الأمريكية والاتحاد السوفيتي في العلوم العسكرية إلي جانب تاريخه العسكري.

### خلافه مع الفريق أول محمد صادق

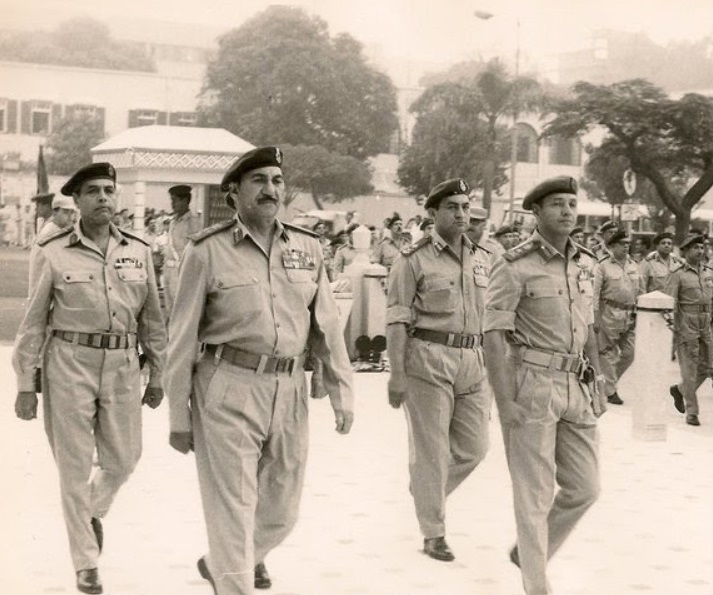
الفريق الشاذلي مع الفريق أول محمد صادق وفي الصورة الرئيس السابق محمد حسني مبارك قائد سلاح الطيران ومحمد علي فهمي قائد قوات الدفاع الجوي في إحدى المناسبات في 1972

عند تعيين الشاذلي رئيسا لأركان حرب القوات المسلحة كان وزير الحربية والقائد العام للقوات المسلحة وقتئذ الفريق أول محمد صادق الذي دخل معه في خلافات حول خطة العمليات الخاصة بتحرير سيناء.
كان الفريق أول محمد صادق يرى أن الجيش المصري يتعين عليه ألا يقوم بأي عملية هجومية إلا إذا وصل إلى مرحلة تفوق على العدو في المعدات والكفاءة القتإلية لجنوده، عندها فقط يمكنه القيام بعملية هجومية واسعة تدمر القوات الإسرائيلية في سيناء وتتقدم إلى المضائق ومنها إلى غزة.
وكان رد الشاذلي على مقترحاته أنه يود ذلك إلا أن هذا الرأي لا يتماشى مع الإمكانيات الفعلية للقوات المسلحة لضعف القوات الجوية وعدم وجود دفاع جوي متحرك يحمي القوات المتقدمة.
شرع الشاذلي في وضع خطة هجومية وفق إمكانات القوات المسلحة المتاحة وقتها، تقضي بإسترداد من 10 إلى 12 كم في عمق سيناء. وبنى رأيه على أنه من المهم تفصيل الإستراتيجية الحربية على إمكانياتك وطبقا لإمكانيات العدو. إلا ان الفريق أول محمد صادق عارض الخطة بحجة أنها لا تحقق أي هدف سياسي أو عسكري، فمن الناحية السياسة فهي لن تحقق شيئا وسوف يبقى 60 ألف كيلو متر مربع من أرض سيناء تحت سيطرة إسرائيل أما عسكريا فهي ستخلق للجيش المصري موقفا صعبا بدل من الموقف الحالي الذي يعتمد على قناة السويس كمانع طبيعي في حين أن خطوط المواصلات عبر الجسور المقامة في القناة ستكون تحت رحمة الطيران الإسرائيلي.
وبعد نقاشات مطولة بين الشاذلي والفريق أول محمد صادق، توصل الشاذلي إلى حل وسط وهو إعداد خطتين الأولى تهدف إلى احتلال المضائق أطلق عليها اسم العملية 41 والثانية تهدف إلى الاستيلاء على خط بارليف وأطلق عليها اسم العملية بدر، ولكن الفريق أول محمد صادق لم يقتنع ومن وجهة نظره أن مصر لن تحتمل هزيمة أخرى.
في 26 أكتوبر 1972، أقال الرئيس محمد أنور السادات الفريق أول محمد صادق من وزارة الحربية لاختلافه مع رؤيته لتحرير سيناء، واقتناعه برؤية الشاذلي وعين المشير أحمد إسماعيل علي وزيراً للحربية والقائد العام للقوات المسلحة، والذي كان قد أحيل للتقاعد في أواخر أيام الرئيس جمال عبد الناصر على إثر أحداث معركة الزعفرانة، والذي بينه وبين الفريق الشاذلي خلافات قديمة، ولكنهما التزما بالعمل فيما بينهما للإعداد لحرب أكتوبر.

### خلافه مع المشير أحمد إسماعيل علي

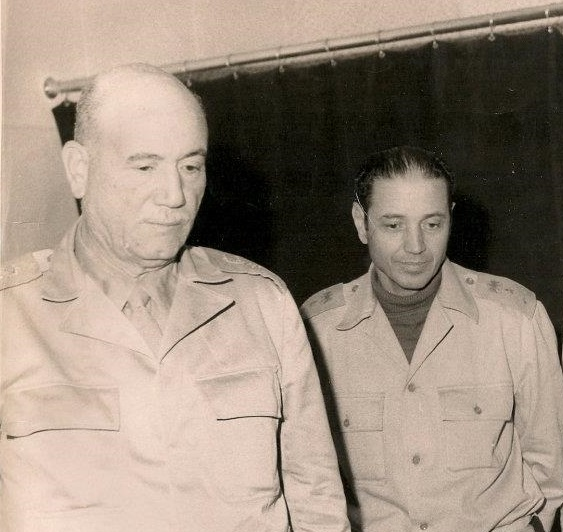
الفريق الشاذلي مع المشير أحمد إسماعيل علي

تصادف وجود العقيد الشاذلي والعميد أحمد إسماعيل علي في الكونغو عام 1960، حاول خلالها أحمد إسماعيل فرض هيمنته الإدارية والعسكرية على الشاذلي بحكم رتبته العسكرية الأعلى، رغم اختلاف مهمتيهما ومرجعيتيهما. ورفض الشاذلي هذا المنطق وتبادل كلاهما الكلمات الخشنة حتى كادت تصل إلى الاشتباك بالأيدي. وبعد أن علمت القيادة بالقاهرة بذلك استدعت اللجنة وانتهى الصراع ولكن آثاره بقيت في أعماق كل منهما، وبعد عودة الشاذلي من الكونغو، لم يكن هناك أي اتصال مباشر بينهما حيث أن أحمد إسماعيل كان في المشاة بينما الشاذلي كان في المظلات.
في 10 مارس 1969، فوجئ الشاذلي بتعيين أحمد إسماعيل رئيساُ لهيئة أركان حرب القوات المسلحة بعد مقتل الفريق أول عبد المنعم رياض في 9 مارس 1969) فقام الشاذلي بتقديم استقالته لدى مكتب وزير الحربية محمد فوزي. باعتبار أن أحمد إسماعيل سيحتك به مرة أخرى من خلال منصبة الجديد ولكن الرئيس جمال عبد الناصر تدخل وأرسل زوج ابنته أشرف مروان إلى الشاذلي حيث أقنعه بالعودة إلى عمله بعد أن أكد له وعد الرئيس جمال عبد الناصر بعدم احتكاك أحمد إسماعيل به. وبالفعل لم تطأ قدم أحمد إسماعيل طوال الشهور الستة التي قضاها رئيسا للأركان قاعدة أنشاص التي كان يعمل بها الشاذلي قائدا للقوات الخاصة (الصاعقة والمظلات) إلى أن تم إحالة أحمد إسماعيل إلى التقاعد بأمر من الرئيس جمال عبد الناصر في 9 سبتمبر 1969 إثر حادثة الإغارة الإسرائيلية على الزعفرانة في خليج السويس.
في 26 أكتوبر 1972، أقال الرئيس أنور السادات الفريق أول محمد أحمد صادق لاختلافهما حول خطة العبور، وقام بتعيين أحمد إسماعيل وزير الحربية وقائداً عاماً للقوات المسلحة وكان قبلها قد استدعى من المعاش وعينه الرئيس أنور السادات مديراً للمخابرات العامة في 15 مايو 1971، عرض الرئيس أنور السادات الأمر على الشاذلي، وكانت مفاجأة سيئة بالنسبة له، فروى للرئيس التاريخ الطويل للخلافات بينهما مما يجعل التعاون بينهما شبه مستحيل. ولكن الرئيس أنور السادات أكد له أن العلاقة بينهما ستكون حسنة وأفضل كثيرا من العلاقة السابقة بينه وبين الفريق أول محمد صادق. وفكر الشاذلي وقتئذ في الاستقالة، ولكن منعه عاملين أولهما إن استقالته سوف تفسر على أنها تضامن مع الفريق أول محمد صادق بعد اقالة الرئيس له، وثانيهما أن البعض قد يفسر استقالته بأنه لا يريد دخول الحرب في حين أن الحقيقة هي عكس ذلك.

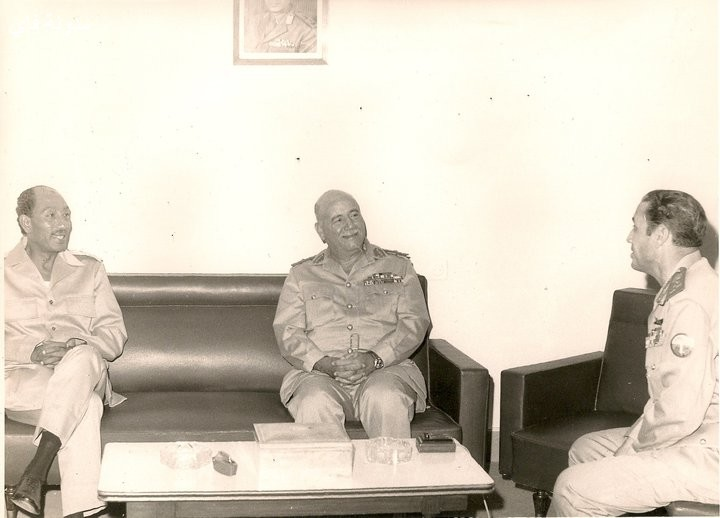
الفريق الشاذلي مع الوزير أحمد إسماعيل والرئيس السادات

### خطة المآذن العالية «عملية بدر»
هي الخطة التي وضعها الشاذلي للهجوم على القوات الإسرائيلية واقتحام قناة السويس في شهر أغسطس 1971 والتي سماها خطة المآذن العالية:
وضعت هذه الخطة بسبب ضعف القوات الجوية المصرية وضعف امكانيات في الدفاع الجوي المصري ذاتي الحركة مما يمنع القيام بعملية هجومية كبيرة. ولكن يمكن القيام بعملية محدودة لعبور قناة السويس وتدمير خط بارليف واحتلال من 10 إلى 12 كيلومتراً شرق القناة وهو أقصى نطاق للدفاع الجوي المصري، والتحول بعد ذلك لأخذ مواقع دفاعية.
كانت فلسفة هذه الخطة تقوم على أن لإسرائيل نقطتي ضعف هما:
- الأول: هو عدم قدرتها على تحمل الخسائر البشرية نظرًا لقلة عدد أفرادها.
- الثاني: هو إطالة مدة الحرب، فهي في كل الحروب السابقة كانت تعتمد على الحروب الخاطفة التي تنتهي خلال أربعة أسابيع أو ستة أسابيع على الأكثر؛ لأنها خلال هذه الفترة تقوم بتعبئة 18% من الشعب الإسرائيلي وهذه نسبة عالية جدًّاً. ثم إن الحالة الاقتصادية ستتأثر بشدة في إسرائيل وذلك لتوقف التعليم والزراعة والصناعة؛ لأن معظم الذين يعملون في هذه المؤسسات في النهاية ضباط وجنود في القوات المسلحة الإسرائيلية.

الخطة كان لها بعدان آخران على صعيد حرمان إسرائيل من أهم مزاياها القتالية وهما:
- الأولى: حرمانه من الهجوم من الأجناب؛ لأن أجناب الجيش المصري ستكون مرتكزة على البحر المتوسط في الشمال، وعلى خليج السويس في الجنوب، ولن يستطيع الهجوم من المؤخرة التي ستكون قناة السويس، فسيضطر إلى الهجوم بالمواجهة وعندها سيدفع الثمن فادحاً
- الثانية: يتمتع العدو بميزة مهمة في المعارك التصادمية، وهي الدعم الجوي السريع للعناصر المدرعة التابعة له، حيث تتيح العقيدة القتالية الغربية التي تعمل إسرائيل بمقتضاها للمستويات الصغرى من القادة بالاستعانة بالدعم الجوي، وهو ما سيفقده لأن القوات المصرية ستكون في حماية الدفاع الجوي المصري، ومن هنا تتم عملية تحييد الطيران الإسرائيلي خلال المعركة.

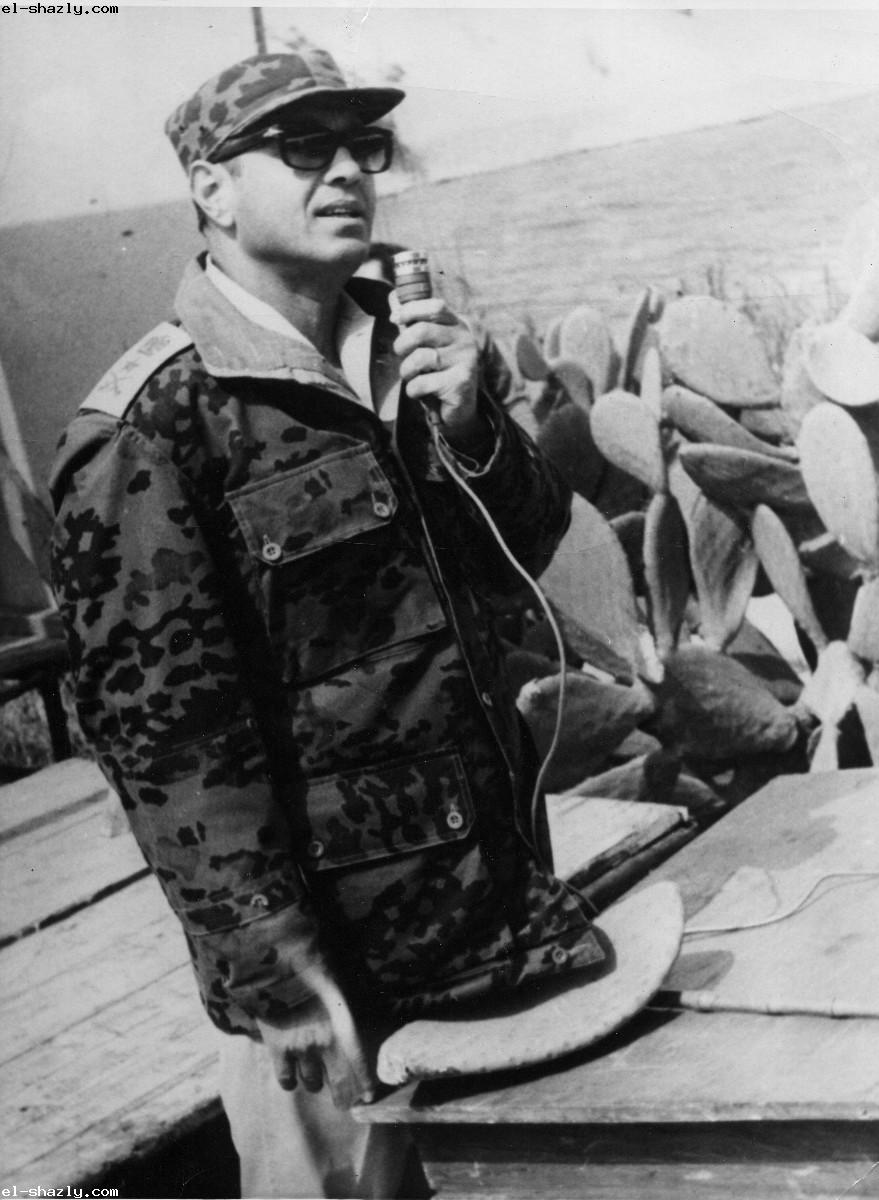
الفريق الشاذلي يلقي إحدى المحاضرات

### التوجيه (41)
أصدر الفريق الشاذلي (41) توجيهاً تبين طريقة أداء الجنود لمهمامهم القتالية خلال حرب أكتوبر 1973

### حرب أكتوبر 1973
في يوم 6 أكتوبر 1973 في الساعة 14:05 (الثانية وخمس دقائق ظهراً)، شن الجيشان المصري السوري هجوما كاسحا على القوات الإسرائيلية، بطول الجبهتين، ونفذ الجيش المصري خطة المآذن العالية التي وضعها الشاذلي بنجاح غير متوقع، لدرجة عدم صدور أي أوامر من القيادة العامة لأي وحدة فرعية. لأن القوات كانت تؤدي مهامها بمنتهى الكفاءة
بحلول الساعة الثانية من صباح يوم الأحد 7 أكتوبر 1973، حققت القوات المصرية نجاحا حاسما في معركة القناة، وعبرت أصعب مانع مائي في العالم وحطمت خط بارليف في 18 ساعة، وهو رقم قياسى لم تحققه أي عملية عبور في تاريخ البشرية، وقد تم ذلك بأقل خسائر ممكنة، بلغت 5 طائرات و20 دبابة و280 شهيدا، ويمثل ذلك 2.5% من الطائرات و2% من الدبابات و0.3% من الرجال، أما العدو ففقد 30 طائرة و300 دبابة وعدة آلاف من القتلى، وخسر معهم خط بارليف بكامله، وتم سحق ثلاثة ألوية مدرعة ولواء مشاة كانت تدافع عن القناة، وانتهت أسطورة خط بارليف التي كان يتغنى بها الإسرائيليون

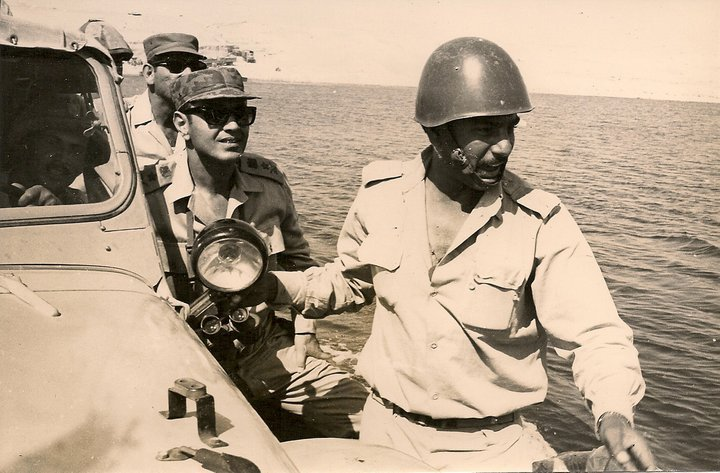
الفريق الشاذلي وهو يعبر قناة السويس لزيارة جبهة القتال يوم 8 أكتوبر 1973 ويكون بذلك أول ضابط من القيادة العسكرية يزور جبهة القتال بعد العبور

أرسلت القيادة العسكرية السورية مندوبًا للقيادة الموحدة للجبهتين التي كان يقودها المشير أحمد إسماعيل علي تطلب زيادة الضغط على القوات الإسرائيلية على جبهة قناة السويس لتخفيف الضغط على جبهة الجولان، فطلب الرئيس أنور السادات من أحمد إسماعيل تطوير الهجوم شرقًا لتخفيف الضغط على سوريا.
عارض الشاذلي الفكرة بشدة بسبب أن أي تطوير خارج نطاق ال 12 كيلو التي تقف القوات فيها بحماية مظلة الدفاع الجوي، وأي تقدم خارج المظلة معناه أننا نقدم قواتنا هدية للطيران الإسرائيلي، مازالت القوات الجوية الإسرائيلية قوية وتشكل تهديداً خطيراً لأية قوات برية تتحرك في العراء دون غطاء جوي، وأغلق الموضوع.
بعد الظهر كانت التعليمات الخاصة بتطوير الهجوم قد تم إعدادها ووصلت إلى قائدي الجيشين الثاني والثالث.
اتصل اللواء سعد مأمون قائد الجيش الثاني الميداني بالقيادة العامة طالباً مكالمة الشاذلي ليخبره باستقالته ورفضه تنفيذ الأوامر، وبعدها بدقائق اتصل اللواء عبد المنعم واصل قائد الجيش الثالث الميداني بالقيادة وأبدى معارضة شديدة لتلك التعليمات التي أرسلتها القيادة العامة إليه والمتعلقة بتطوير الهجوم. قال الفريق الشاذلي لهم أنه نفسه معترض على تطوير الهجوم لكنه أجبر على ذلك .
فاتح الفريق الشاذلي المشير أحمد إسماعيل مرة أخرى في الموضوع وأبلغه باعتراضات قائدي الجيشين وتقرر استدعاء اللواء سعد مأمون واللواء عبد المنعم واصل لحضور مؤتمر بالقيادة العامة. في مساء اليوم نفسه، وفي خلال هذا المؤتمر الذي عقد من الساعة 6 إلى الساعة 11 مساءً، كرر كل منهم وجهة نظره مراراً وتكراراً، ولكن كان هناك إصرار من المشير أحمد إسماعيل أن القرار سياسي، ويجب أن نلتزم به، والشيء الوحيد الذي تغير هو تأجيل الهجوم من فجر يوم 13 أكتوبر إلى فجر يوم 14 أكتوبر كما كان محددا.
في صباح يوم 14 أكتوبر تم سحب الفرقتين المدرعتين 21 و4 وتم دفعهما شرقًا نحو المضائق. واصطدمت القوات المصرية المتجه شرقاً بمقاومة إسرائيلية عنيفة وكمائن للدبابات وبإسناد جوي إسرائيلي مباشر، ونسبة لتفوق قوات العدو في الدبابات والتفوق الجوي وأن القوات المصرية تعمل خارج نطاق حماية الصواريخ المصرية ومنيت هذه القوة بخسارة فادحة في ساعات، وتراجعت إلى إثرها غرباً.

الفريق الشاذلي و الرئيس أنور السادات يستمعان إلى شرح المشير أحمد إسماعيل وفي الصورة محمد عبد الغني الجمسي وفؤاد نصار

اقترح الشاذلي إعادة تجميع ما تبقى من الفرقتين المدرعتين 21 و4 من شرق القناة إلى غرب القناة وإعادتهما إلى مواقعهما الرئيسية للقيام بمهام التأمين التي تدربوا عليها، وليتمكنا من إعادة الاتزان إلى المواقع الدفاعية، ولكن المشير أحمد إسماعيل عارض الاقتراح على أساس أن سحب هذه القوات قد يؤثر على الروح المعنوية للجنود وقد يفسره العدو على أنه علامة ضعف فيزيد من ضغطه على قواتنا، ويتحول الانسحاب إلى ذعر. وعارض الشاذلي هذا الرأي معللا ذلك فيما بعد أن المشير أحمد إسماعيل كان يقود المعارك على الخرائط فقط، ولم يزر الجبهة قط إلا بعد وقف إطلاق النار ببضعة أسابيع، وإن عدم اتصاله بالضباط والجنود لم يسمح له بأن يلمس ما أحدثه نجاحنا في عبور قناة السويس في رفع روحهم المعنوية، وفي استعادة ثقتهم بقادتهم
أصبحت المبادأة في جانب القوات الإسرائيلية التي استعدت لتنفيذ خطتها المعدة من قبل والمعروفة باسم الغزالة للعبور غرب القناة، وحصار القوات المصرية الموجودة شرقها خاصة وأن القوات المدرعة التي قامت بتطوير الهجوم شرقا هي القوات التي كانت مكلفة بحماية الضفة الغربية ومؤخرة القوات المسلحة وبعبورها القناة شرقا وتدمير معظمها في معركة التطوير. بعد فشل التطوير أصبح ظهر الجيش المصري مكشوفا غرب القناة. وقد استغلت إسرائيل تلك النقطة فيما عرف بعد ذلك بثغرة الدفرسوار.

الفريق الشاذلي مع قادة حرب أكتوبر 1973

اكتشفت طائرة استطلاع أمريكية من نوع إس آر-71 بلاك بيرد وجود ثغرة غير محمية وبعرض 25 كيلو بين الجيش الثالث الميداني في السويس والجيش الثاني الميداني في الإسماعيلية.
قام الأمريكان بإبلاغ القيادة الإسرائيلية التي وجدت فرصتها، فدفعت عبر البحيرات المرة ثلاث مجموعات، تمكن بعضها في ليلة 15-16 أكتوبر من اجتياز قناة السويس إلى ضفتها الغربية بين الجيشين الثاني والثالث عند منطقة الدفرسوار القريبة من البحيرات المرة، أدى عبور هذه القوة إلى إحداث ثغرة في صفوف القوات المصرية عرفت باسم «ثغرة الدفرسوار». وتم نصب جسر طوف لعبور الدبابات والآليات المدرعة. يوم 16 أكتوبر تمكن لواءان وهما لواء مدرع ولواء مظلي من العبور والتواجد إلى غرب القناة بقيادة الجنرال أرئيل شارون قائد الفرقة المدرعة الإسرائيلية 143. وحاولت هذه القوة احتلال مدينة الإسماعيلية فتصدت لها لواء مظلات وكتيبتان صاعقة مصرية، ومنعتها من احتلال الإسماعيلية وكبدتها خسائر فادحة. ولكن تمكن أرئيل شارون من احتلال المنطقة ما بين مدينتي الإسماعيلية والسويس.
في يوم 17 أكتوبر، اقترح الفريق الشاذلي المناورة بالقوات وسحب الفرقتين المدرعتين 21 و4 من شرق القناة، وباستخدام هاتين الفرقتين يتم توجيه ضربة رئيسية للواءين الإسرائيليين غرب القناة، وفي الوقت نفسه يقوم اللواء 116 المتواجد غرب القناة بتوجيه ضربة أخرى للعدو، بينما تقوم الفرقة 21 مدرعة المتواجدة شرق القناة، بتوجيه ضربة لقوات العدو بهدف إغلاق الطريق المؤدي إلى الثغرة. وليزيد من الخناق على القوات الإسرائيلية الموجودة في الغرب، والقضاء عليها نهائيا، علماً بأن القوات الإسرائيلية يوم 17 أكتوبر كانت لواء مدرع ولواء مظلات فقط وتوقع الفريق الشاذلي عبور لواء إسرائيلي إضافي ليلا.
لم يقبل المشير أحمد إسماعيل الرئيس أنور السادات رأى الشاذلي بدعوى أن الجنود المصريين لديهم عقدة نفسية من عملية الانسحاب للغرب منذ نكسة 1967 وبالتإلى رفض سحب أي قوات من الشرق للغرب، وقرر أن تتم مواجهة الثغرة بقيام القوات المدرعة المصرية في الشرق (في سيناء) بسد منافذ عودة القوات الإسرائيلية المتسللة إلى سيناء، واستدعاء قوات تهاجمها من الغرب وبذلك تكون محصورة بين القوات المصرية.
وهنا وصلت الأمور بين الرئيس أنور السادات والمشير أحمد إسماعيل وبين الشاذلي إلى مرحلة الطلاق وقام الرئيس أنور السادات بإقصاء الفريق الشاذلي لفترة مؤقته خلال الحرب وعين محمد عبد الغني الجمسي بدلاً منه ليقوم بالتعامل مع الثغرة.
ازداد تدفق القوات الإسرائيلية، وتطور الموقف سريعا، إلى أن تم تطويق الجيش الثالث بالكامل في السويس، ووصلت القوات الإسرائيلية إلى طريق السويس - القاهرة، ولكنها توقفت لصعوبة الوضع العسكري بالنسبة لها غرب القناة، خاصة بعد فشل الجنرال أرئيل شارون في الإستيلاء على مدينة الإسماعيلية وفشل الجيش الإسرائيلي في احتلال مدينة السويس، مما وضع القوات الإسرائيلية غرب القناة في مأزق صعب، وجعلها محاصرة بين الموانع الطبيعية والإستنزاف والقلق من الهجوم المصري المضاد الوشيك.

## العمل الدبلوماسي

الفريق الشاذلي سفيراً

في 12 ديسمبر 1973 أستدعى المشير أحمد إسماعيل الفريق الشاذلي ليبلغه بأن الرئيس أنور السادات قرر إنهاء خدمته كرئيس لهيئة أركان القوات المسلحة وذلك اعتباراً من 13 ديسمبر 1973، وأصدر قرارا آخر بتعيينه سفيراً بالدرجة الممتازة في وزارة الخارجية.
لكن الشاذلي رفض وفضل البقاء في منزله، فأرسل إليه السادات محمد حسنى مبارك، لإقناعه بالعرض، لكنه رد عليه قائلاً: قل للرئيس إذا كان هذا المنصب عقابًا لي، فمن الأفضل أن أعاقب داخل بلدي، وإن كان مكافأة فمن حقي أن أرفضها.
بعدئذ نجح أنور السادات بنفسه في إقناعه بالسفر إلى لندن بعد مقابلته للفريق الشاذلي في يناير 1974 بأسوان بحجة أنه ستتم عملية إعادة تنظيم للقوات المسلحة بأسلحة غربية وأنه سيكون بالقرب من ألمانيا ويستطيع إنجاز صفقات الأسلحة السرية التي ستجلبها مصر من هناك بعد أن تغير المصدر السوفيتي، وبحجة أيضا أنه الأكثر دراية بهذه الأسلحة، وأنه سيكون المشرف على هذه الصفقات، وهذا ما دفع الشاذلي للموافقة، وغادر إلى لندن في 13 مايو 1974 وبعد قيامة بالإتصال بالسفير الألماني في لندن اكتشف الشاذلي أنه لا توجد صفقات أسلحة.
قوبل الفريق الشاذلي في لندن بحملة شرسة من اللوبي الصهيوني، موجهين إليه تهمة أنه إبان حرب أكتوبر، أمر جنوده بقتل الأسرى اليهود، وهي تهمة نفاها الفريق الشاذلى في سلسلة من الظهور الإعلامى في جميع وسائل الإعلام البريطانى.
فوجئ الجميع بالسفارة المصرية بلندن بعسكري مصري مشرف يتحدث بلغة إنكليزية طليقة تفوق في جودتها عشرات السفراء المدنيين، فضلاً عن أفكار غير تقليدية في العمل وقدرة واضحة علي الوصول إلي الهدف. وكان من أوائل من فطنوا إلى قيمة وزيرة التعليم البريطاني مارغريت ثاتشر، ومستقبلها السياسي المنتظر فدعاها هي وزوجها إلي عشاء رسمي في بيت مصر بالسفارة المصرية في حي ماي فير. كما دعى أسقف كانتبري علي العشاء ومعه كبار الشيوخ من بعثة الأزهر الشريف، في المركز الإسلامي بلندن وهو تفكير ينم عن سعة الأفق والفهم البعيد لمسألة الوحدة الوطنية وتقديم صورة راقية عن الإسلام وسماحته .
استطاع الفريق الشاذلي أن يكسب احترام المجتمع البريطاني في مواجهة تليفزيونية جرت بينه وبين السفير الإسرائيلي جدعون رافائيل في 12 فبراير 1975، واشترط أن يكون كل واحد منهما في مكان بعيد عن الآخر وكأنه بهذا الحديث رد المكائد التي دبرها اللوبي الصهيوني كلها وعلى حساب السفير الإسرائيلي نفسه. واكتسح الشاذلي السفير الإسرائيلي وأصبح حديث المدينة وبعثاتها الدبلوماسية لعدة أيام بعد ذلك.
في ديسمبر 1974، بعثت مصر المشير أحمد إسماعيل علي إلى لندن للعلاج بعد مضاعفات سرطان الرئة وقد زاره الفريق الشاذلي إلا أنه فارق الحياة في 25 ديسمبر 1974 في إحدى مستشفيات لندن عن عمر 57 عاماً، وقام الفريق الشاذلي بإنهاء إجراءات نقل جثمانة إلى مصر.
عمل الفريق الشاذلي سفيراً في لندن من 13 مايو 1974 إلى 1975 ثم بعد ذلك نقل إلى لشبونة عاصمة البرتغال من 1975 إلى 1978.

## العمل السياسي المعارض

### انتقاده لمعاهدة كامب ديفيد
بعد توقيع الرئيس أنور السادات لمعاهدة كامب ديفيد عام 1978، انتقد الفريق الشاذلي بشدة تلك المعاهدة وعارضها علانية وهاجم الرئيس أنور السادات واتهمه بالديكتاتورية واتخذ القرار بترك منصبه سفيراً لدى البرتغال والذهاب إلى الجزائر كلاجئ سياسي. عرض عليه العديد من الرؤساء والملوك الإقامة عندهم، لكنه اختار الجزائر، وبرر اختياره أنها دولة تقوم على مبدأ الحكم الجماعي وليس الحكم الفردي.

### خلافه مع السادات
في عام 1978 أصدر الرئيس أنور السادات مذكراته البحث عن الذات واتهم فيها الفريق الشاذلي بالتخاذل وحمله مسؤولية التسبب بالثغرة ووصفه بأنه عاد منهاراً من الجبهة يوم 19 أكتوبر وأوصى بسحب جميع القوات في الشرق، هذا ما دفع بالفريق الشاذلي للرد على الرئيس أنور السادات بنشر مذكراته (حرب أكتوبر)
اتهم الفريق الشاذلي في كتابه الرئيس أنور السادات بإتخاذ قرارات خاطئة رغماً عن جميع النصائح من المحيطين به من العسكريين وتدخله المستمر للخطط العسكرية أثناء سير العمليات على الجبهة أدت إلى التسبب في الثغرة وتضليل الشعب بإخفاء حقيقة الثغرة وتدمير حائط الصواريخ وحصار الجيش الثالث لمدة فاقت الثلاثة أشهر كانت تصلهم الإمدادات تحت إشراف الجيش الإسرائيلي.
كما اتهم في تلك المذكرات الرئيس أنور السادات بالتنازل عن النصر والموافقة على سحب أغلب القوات المصرية إلى غرب القناة في مفاوضات فض الاشتباك الأولى وأنهى كتابه ببلاغ للنائب العام يتهم فيه الرئيس أنور السادات بإساءة استعمال سلطاته وهو الكتاب الذي أدى إلى محاكمته غيابيا في عهد محمد حسني مبارك عام 1983 بتهمة إفشاء أسرار عسكرية وحكم عليه بالسجن ثلاثة سنوات مع الأشغال الشاقة ووضعت أملاكه تحت الحراسة، كما تم حرمانه من التمثيل القانونى وتجريده من حقوقه السياسية.
اختلف مع الرئيس الراحل محمد أنور السادات، وانتقد علنا اتفاقيات كامب ديفيد التي وقعها السادات مع إسرائيل عام 1978؛ واشتد الخلاف إلى حد حذف اسم الشاذلي وصوره من القائمة الرسمية لحرب 6 أكتوبر، فقد أمر الرئيس أنور السادات بالتخلص من جميع الصور التي يظهر فيها الفريق الشاذلى إلى جواره داخل غرفة العمليات، واستبدالها بصور يظهر فيها اللواء محمد عبد الغني الجمسي رئيس هيئة عمليات القوات المسلحة في ذلك الوقت، في محاولة منه بمحو أي دليل يشير إلى دور الفريق الشاذلي في معركة العبور. كما تعرضت سمعة الشاذلي للتشويه والهجوم، وحُظرت مذكراته في مصر، إذ كانت سببا في سجنه عامين بعدما قضى 14 سنة لاجئا سياسيا في الجزائر.

### شهادة المشير الجمسي
يقول المشير محمد عبد الغني الجمسي رئيس هيئة العمليات أثناء حرب أكتوبر في مذكراته (مذكرات الجمسي / حرب أكتوبر 1973) صفحة 421
«لقد عاصرت الفريق الشاذلي خلال الحرب، وقام بزيارة الجبهة أكثر من مرة، وكان بين القوات في سيناء في بعض هذه الزيارات. وأقرر أنه عندما عاد من الجبهة يوم 20 أكتوبر لم يكن منهاراً، كما وصفه الرئيس السادات في مذكراته (البحث عن الذات صفحة 348) بعد الحرب. لا أقول ذلك دفاعاً عن الفريق الشاذلي لهدف أو مصلحة، ولا مضاداً للرئيس السادات لهدف أو مصلحة، ولكنها الحقيقة أقولها للتاريخ.»

### الجبهة الوطنية المصرية
بعد إعلان اتفاقية كامب ديفيد، أعلن الفريق الشاذلي، رئيس أركان القوات المسلحة المصرية السابق، معارضته توقيع الرئيس المصري أنور السادات اتفاقية "السلام" مع "دولة إسرائيل"، وبعد لجوئه السياسي إلى الجزائر لمدة 14 عاماً ،  وشكل «الجبهة الوطنية المصرية» في المنفى لإسقاط نظام الرئيس السادات، أكد فيه أن  النظام  فقد الشرعية منذ أن تحالفه مع العدو الصهيوني والإمبريالية العالمية، الأمر الذي اعتبره انقلابًا جذريًّا مضادًا لإرادة الشعب المصري، وسلخ مصر من ارتباطها العضوي بالمصير القومي للعرب جميعًا.
وفيما يلي نص الخبر:
أعلن الفريق سعد الدين الشاذلي، رئيس أركان القوات المسلحة المصرية السابق، عن تشكيل «جبهة وطنية مصرية» في المنفى لإسقاط نظام السادات، وقال الفريق الشاذلي خلال مؤتمر صحافي عقده أمس في دمشق: «ان الجبهة ستضم مختلف التيارات والأحزاب والشخصيات الوطنية المصرية الموجودة في الخارج». واتهم الشاذلي النظام المصري بأنه: فقد الشرعية منذ أن تحالف رسمياً وعلى جميع المستويات مع العدو الصهيوني والإمبريالية العالمية، الأمر الذي يعتبر انقلاباً جذرياً مضاداً لإرادة الشعب المصري ومصالحه وتطلعاته وكرامته، ويهدر كذلك دماء عشرات الآلاف من شهداء مصر وعرق الملايين من أبنائها المناضلين وتضحياتهم وهو أيضاً الانقلاب الذي سلخ مصر من ارتباطها العضوي بالمصير القومي للعرب جميعا.
أهداف عكسية للجيش المصري

وقال الشاذلي لدى إعلانه بياناً باسم الجبهة:
«إن نظام الرئيس السادات عمل على إضعاف القدرات القتالية للجيش المصري تحت شعار، تنويع مصادر السلاح، وتوجيه هذا الجيش نحو أهداف عكسية كتوريطه في صدام مفتعل مع القوات العربية الليبية أو إرساله للقتال في زائير». واتهم البيان هذا النظام كذلك «بالتفريط بالسيادة الوطنية»، وذلك عن طريق قبوله بالوجود العسكري الأميركي على مستوى الخبراء والمستشارين والفنيين في محطات الإنذار المبكر في سيناء وباستخدام مطاراتنا وموانئنا من قبل هذه القوات.. وكذلك الاتجاه إلى منح قواعد عدوانية لأميركا تحت ستار التسهيلات بهدف تهديد الأمن القومي للوطن العربي».
وطالب البيان بضرورة قيام نظام وطني ديموقراطي يعمل على إلغاء معاهدة الخيانة والعار الموقعة مع إسرائيل بكل ما يترتب عليها من التزامات وآثار والشروع فوراً في العمل من أجل تحرير الأراضي العربية المحتلة وإلغاء القواعد الأميركية العدوانية والعمل على تأكيد الحقوق المشروعة للشعب الفلسطيني وفي مقدمتها حقه في العودة وإقامة دولته المستقلة بقيادة منظمة التحرير الفلسطينية بصفتها الممثل الشرعي الوحيد للشعب العربي الفلسطيني.

### عودته إلى مصر ودخوله السجن الحربي
في مساء 14 مارس 1992، عاد الفريق الشاذلي إلى مصر بعد أن قضى 14 سنة منفياً في الجزائر منها سنتان في عهد الرئيس أنور السادات، و12 سنة في عهد الرئيس حسني مبارك، قبض عليه فور وصوله مطار القاهرة وصودرت منه جميع الأوسمة والنياشين وأجبر على قضاء مدة الحكم عليه بالسجن الحربي التابع للجيش الثالث الميداني لأن الأحكام العسكرية ليس بها استئناف ولا نقض ولا تسقط بالتقادم، وجهت للفريق للشاذلي تهمتان:
- التهمة الأولى : هي نشر كتاب بدون موافقة مسبقة عليه، واعترف الفريق الشاذلي بارتكابها.
- التهمة الثانية : هي إفشاء أسرار عسكرية في كتابه، وأنكر الشاذلي صحة هذه التهمة الأخيرة بشدة، بدعوى أن تلك الأسرار المزعومة كانت أسرارًا حكومية وليست أسرارًا عسكرية. طالب الفريق الشاذلي أن تتم إعادة محاكمته وبشكل علني إلا أن طلبه قد رفض.

في بداية أكتوبر 1993، تم الإفراج عن الفريق الشاذلي عن طريق عفو عام، وبعد خروجه عاش منعزلاً بعيدًا عن الناس. وعاد لقريته وخصص أرضا كوقف للإنفاق على مسجد، وعاش كخبير إستراتيجي يكتب ويحلل كل ما يدور على الساحة.

### تجاهله

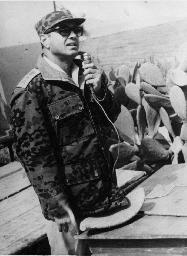
سعد الشاذلي

الفريق الشاذلي هو الوحيد من قادة حرب أكتوبر الذي لم يتم تكريمه بأي نوع من أنواع التكريم، وتم تجاهله في الاحتفاليات التي أقامها مجلس الشعب المصري لقادة حرب أكتوبر والتي سلمهم خلالها الرئيس أنور السادات النياشين والأوسمة كما ذكر هو بنفسه في كتابه مذكرات حرب أكتوبر.
مُنح نجمة الشرف سراً أثناء عمله كسفير في إنجلترا من قبل مندوب من الرئيس أنور السادات
عانى الفريق الشاذلي من النسيان المتعمد في فترة الرئيس حسني مبارك حيث ظل الإعلام يروج لأحادية النصر بالضربة الجوية الأولى وكان الشاذلي ضحية من ضحايا النسيان كما حدث للجمسي والمشير محمد علي فهمي والفريق أول فؤاد ذكري، ونُزعت صورته من بانوراما حرب أكتوبر وتم إيقاف معاشه المستحق عن نجمة الشرف العسكرية وعاش العشرين عاماً الأخيرة من حياته على إيرادات قطعة أرض ورثها عن أبيه.

## ظهوره في الإعلام
ظهر الفريق الشاذلي في بعض القنوات الفضائية كمحلل عسكري وفي البرامج التي تناولت حرب أكتوبر في أواخر تسعينات القرن الماضي. وتم الاستعانة بالفريق الشاذلي كمحلل عسكري بقناة (عين) التابعة للشبكة راديو وتلفزيون العرب عام 2003 أثناء حرب العراق وغزوها من القوات الأمريكية حيث كان يحلل المشهد العسكري في تلك الفترة وكان هذا الشرح العسكري يبسط صعوبة التكنيك والمصطلحات العسكرية.

الفريق الشاذلي في شهادته على العصر 1999

أبرز ظهور إعلامي له كان على قناة الجزيرة في 6 فبراير 1999 في حلقات مطولة وصلت إلى 10 حلقات من برنامج شاهد على العصر مع أحمد منصور.

## وفاته
تُوفي الفريق سعد محمد الحسيني الشاذلي يوم الخميس 7 ربيع الأول 1432 هـ الموافق في 10 فبراير / شباط 2011 م، بالمركز الطبي العالمي التابع للقوات المسلحة، عن عمر بلغ 89 عامًا قضاها في خدمة وطنه بكل كفاءة وأمانة وإخلاص، وقد جاءت وفاته في خضم ثورة 2011 في مصر، وذلك بعد معاناة طويلة مع المرض، قام ثوار ميدان التحرير بأداء صلاة الغائب على روحه، وقد شيّع في جنازة عسكرية وشعبية مهيبة حضرة آلاف الضباط والجنود من أفراد القوات المسلحة بعد صلاة الجمعة. وقد تقدم المشيعين الشيخ حافظ سلامة قائد المقاومة الشعبية في السويس إبان حرب أكتوبر. وكانت جنازته في نفس اليوم الذي أعلن فيه عمر سليمان تنحي الرئيس محمد حسني مبارك عن منصبه كرئيس للجمهورية.

## التكريم
ظل الفريق الشاذلي منسيأ لمدة 19 سنة بعد الإفراج عنه ولم يتم دعوته إلى أي نوع من الاحتفالات الخاصة بحرب أكتوبر لحين وفاته في خضم ثورة 25 يناير 2011.
- بعد ثورة 25 يناير أعاد المجلس الأعلى للقوات المسلحة نجمة سيناء لأسرة الفريق الشاذلي عام 2011 بعد تنحي الرئيس محمد حسني مبارك بأسبوعين.[17]
- في 3 أكتوبر 2012 منحه الرئيس محمد مرسي قلادة النيل العظمى لدوره الكبير في حرب أكتوبر.
- تم إنشاء طريق كبير للربط بين طريق القاهرة / الإسماعيلية الصحراوى بالطريق الدائرى يحمل اسم محور الفريق سعد الشاذلي.
- تم تسميه اسم الفريق الشاذلي على إحدى الميادين بالغردقة (لدوره الكبير في صد اختراقات إسرائيل في منطقة البحر الأحمر).
- تم تسمية اسم الفريق الشاذلي على إحدى دفعات الكلية الحربية والتي تضم الدفعات 109 حربية و67 بحرية و82 جوية و54 فنية عسكرية و44 دفاع جوي ومعهد فني وطلبة من عدد من البلاد العربية منها السودان والبحرين، بلغ عدد طلبة تلك الدفعة نحو 2400 طالب.
- تم افتتاح مدرسة جديدة باسم الفريق سعد الدين الشاذلي للتعليم الأساسي في الإسكندرية.

## مؤلفاته
كتب الفريق الشاذلي 4 كتب متنوعة لم ينشر في مصر منها سوى كتاب واحد هو:
- حرب أكتوبر

أما باقي الكتب فقد صدرت جميعاً في الجزائر.
- الخيار العسكري العربي (1983).
- الحرب الصليبية الثامنة (في جزئين).
- أربع سنوات في السلك الدبلوماسي.

بالإضافة إلى:
- كتيب عقيدتنا الدينية طريقنا إلى النصر: وهو كتيب تم توزيعه على الجنود والضباط خلال حرب أكتوبر لرفع الروح المعنوية والقتالية.

## قالوا عنه
| سعد الشاذلي | الفريق الشاذلي لم يترك تفصيلة، أنا كنت يعني شغلي بحكم شغلي كنت بأعرف كان بيعمل كتيبات صغيرة كده زي الإمساكية، يعني في حجم الإمساكية كده، أنا كانت معايا أنا شخصياً، بيقول لي إزاي أتصرف لو أنا وقعت في الأسر، بيقول لي إزاي أتصرف لو أنا اتجرحت، بيقول للعسكري إزاي يتصرف في حالة غارة جوية، يعني حتى الغطا بتاع عربيات البنزين ما كان.. بيدي أمر بتجميع الكهنة وقفل غطا.. يعني كانت هو الحقيقة الفريق سعد الشاذلي هو الذي وضع إدارة الحرب. الكاتب والأديب جمال الغيطاني (مراسل حربي في حرب أكتوبر 1973) | سعد الشاذلي |

| سعد الشاذلي | يعني كان عندنا 200 دبابة صار عندنا أربعة آلاف دبابة، كنت آجي بالدبابة صار فيها بدل ما يكون فيه ثلاثة أطقم صار فيها أربع أطقم.. أربعة رجال، منهم واحد معه جامعة والثاني معه بكالوريا، والثالث معه الكفاءة، وبقيوا بالحالة هاي خمس سنوات زيادة. كما كان.. كما حدث في مصر. والتجربة أخذناها من مصر إحنا الحقيقة، أنا رحت إلى مصر، شفت الفريق الشاذلي وحكى لي عنها، رجعنا وطبقناها في سوريا. اللواء عبد الرزاق الدردري (رئيس شعبة العمليات السورية في حرب أكتوبر 1973) | سعد الشاذلي |

| سعد الشاذلي | هذا الرجل أكثر شخص ظلم في مصر، فهو مهندس حرب أكتوبر، وكنا نقول كضباط بالقوات المسلحة إن النصر، الذي جاء من عند الله في المقام الأول، كان عماده الفريق سعد الشاذلي. فهذا الرجل فعل المستحيل في حرب أكتوبر، بداية من مراحل الإعداد ووصولا إلى النصر.. وأصدر الشاذلي ( 41 ) توجيها ( خطط عمل الحروب ) تشمل النواحي كافة، وما طبقته القوات المسلحة المصرية في حرب أكتوبر هو التوجيه رقم ( 41 ) « بالحرف الواحد »، بما فيه تدمير خط بارليف وحتى ردود الفعل الإسرائيلية!!. ويعود سر الخلاف الذي نشب بين السادات والشاذلي إلى تدخل السادات في الخطة التي وضعها الشاذلي وأصر على تنفيذها خلال الحرب، وأدى التدخل إلى حدوث ما يعرف بالثغرة، التي كبدت الجيش خسائر فادحة، وثبت لاحقا صواب رأي الشاذلي وخطأ السادات. اللواء محمد علي بلال ( مساعد رئيس أركان حرب القوات المسلحة الأسبق، قائد القوات المصرية في حرب الخليج الثانية 1991 ). | سعد الشاذلي |

| سعد الشاذلي | عرض الشاذلي مساء نفس إليوم على القائد العام ضرورة سحب 4 لواءات مدرعة من الشرق إلى غرب القناة خلال ال 24 ساعة التإلىة للدخول في معركة ضد قوات العدو، وكان يرى أن هذا الإجراء لا يؤثر على دفاعاتنا شرق القناة. ولخطورة الموضوع طالب الشاذلي بإستدعاء الرئيس إلى المركز 10 وتم ذلك الا أن الرئيس إتخذ قراره بعدم سحب أي جندي من الشرق. في تقديري كان الشاذلي على حق فلقد كان من اللازم إعادة التوازن إلى الوضع المختل في كل الجبهة، ولم يكن سحب الآربعة لواءات المدرعة وربما أكثر منها يسبب أي خطورة في الشرق في الظروف التي كانت سائدة، فالعدو يركز عملياته في غرب القناة. أمين هويدي / وزير الحربية ورئيس المخابرات العامة المصرية الأسبق ( الفرص الضائعة صفحة 486 ) | سعد الشاذلي |

| سعد الشاذلي | أن اختلافات كثيرة في الرأي سادت قبيل اتخاذ أي قرار عسكري خاص بحرب أكتوبر بين الرئيس السادات وقيادات الجيش، أن تلك الخلافات كانت تحدث داخل غرفة العمليات بين كل من السادات ووزير الدفاع المشير أحمد إسماعيل، ورئيس هيئة العمليات محمد الجمسي من جهة، ورئيس الأركان سعد الشاذلي من جهة أخرى. وأؤكد أن آراء الشاذلي العسكرية، كانت أصوب من قرارات السادات والجمسي وإسماعيل. اللواء سمير فرج ( رئيس إدارة الشئون المعنوية في حرب أكتوبر 1973 ) | سعد الشاذلي |

| سعد الشاذلي | إن تهميش الشاذلي واستبعاده بسبب خوف رجال النظام بعد حرب أكتوبر من بزوغ نجمه على الساحة السياسية في مصر، وأن يخطف الأضواء منهم، لقد أدركت أن نهاية الشاذلي في الحياة العملية أوشكت على النهاية عندما رأيت صورته تتصدر غلاف مجلتا ( الحوادث العربية ) و ( الباري ماتش ) الفرنسية باعتباره أول رئيس أركان الحرب العربية المنتصرة. د. مصطفى الفقي ( مفكر ودبلوماسي ) | سعد الشاذلي |

| سعد الشاذلي | عندما زرت الجبهة السورية وبيروت عقب الحرب كان الضباط السوريون يحملونني تحياتهم ومحبتهم إلي الشاذلي، وفي بيروت كانت صورته قد طبعت في لوحات ضخمة، وجهه الوسيم وغطاء الرأس القرمزي التقليدي للمظلات، وكانت الواحدة تباع بثلاث ليرات، كان يتحول إلي بطل، وأعتقد أن هذا أحد الأسباب التي أدت إلي تكثيف الحملة ضده، بالإضافة إلي الخلاف في إدارة العمليات. الكاتب والأديب جمال الغيطاني ( مراسل حربي في حرب أكتوبر 1973 ) | سعد الشاذلي |

| سعد الشاذلي | عندما أُقصى الشاذلي عن المجال العسكري وكتب مذكراته طلبت الرئاسة مني كتابة تقرير عن الكتاب بعد أن قيل إن الكتاب يمس القوات المسلحة، فقرأت الكتاب وكتبت رأيى فيه وقلت إن المؤلف دقيق فيما ورد في باب كذا وكذا وغير دقيق في باب كذا، والكتاب لا يمس القوات المسلحة من قريب أو من بعيد والخلاف يقتصر على كونه خلافاً بين المؤلف ورئيس الجمهورية. كان هذا في عام 1980.وبعدها سألني مندوب إحدى الصحف عن رأيي في الثغرة ومدى مسؤولية الشاذلي عنها، فقلت لهم : " الشاذلي لم يرتكب أي خطأ عسكري " وتصدرت هذه الجملة عنوان الجريدة. واتصل بي الشاذلي بعدها وقال لي: " أنت الوحيد في مصر الذي أنصفني " فقلت له: " إنني لا تربطني بسيادتك سوى صلة العمل لكننى أشهد بالحق. اللواء أركان حرب صلاح فهمي نحلة ( رئيس فرع التخطيط بهيئة عمليات القوات المسلحة في حرب أكتوبر وصاحب قرار تحديد ساعة الصفر لبدء الحرب ) | سعد الشاذلي |

| سعد الشاذلي | كان قد قضي نصف مدة العقوبة واقتربت احتفالات أكتوبر وأعددت كشفاً بأسماء ( 150 ) ممن قضوا نصف المدة يتصدرهم اسمه بالطبع. مقترحا الافراج عنهم. ولأهمية الشاذلي اتصل بي صديق في الأمانة العامة لوزارة الدفاع يبلغني بالموافقة وسوف يصلني قرار الإفراج صباحا. وأسرعت بإبلاغ أسرته التي حضرت فوراً. وسألني الشاذلي بهدوء إذا كان العفو عن نصف المدة منحة من أحد أو استثناء فسوف أرفضه، قلت بل هو عفو عام روتيني، فطلب نص القرار وكان قد وصل لحسن الحظ، فقرأه بدقة وقرر المغادرة. اللواء محمد أشرف راشد ( قائد السجن الحربي الأسبق ) | سعد الشاذلي |

### القادة الإسرائيليون
- الجنرال موشيه ديان (وزير الدفاع الإسرائيلي الأسبق): «المصريون كانوا يملكون قائد عظيم يعرف بإسم الشاذلي كان قائداً للهيئة العامة لأركان حرب القوات المصرية إنه حقاً من أذكى القاده العسكريين إنني أقولها للتاريخ فقط وليس لمصلحة فهو من أشجع الضباط المصريين.»
- الجنرال أرييل شارون (قائد فرقه ضباط احتياط أثناء حرب أكتوبر 1973:«إن الشاذلي من أذكى الضباط المصريين عسكرياً إنه محترف بكل المقاييس يجب علي أن أعترف بذلك.»